# Ambrosio Piazza
Ambrosio Piazza (Claino con Osteno, XVIII secolo – ...) è stato un architetto e scultore italiano.

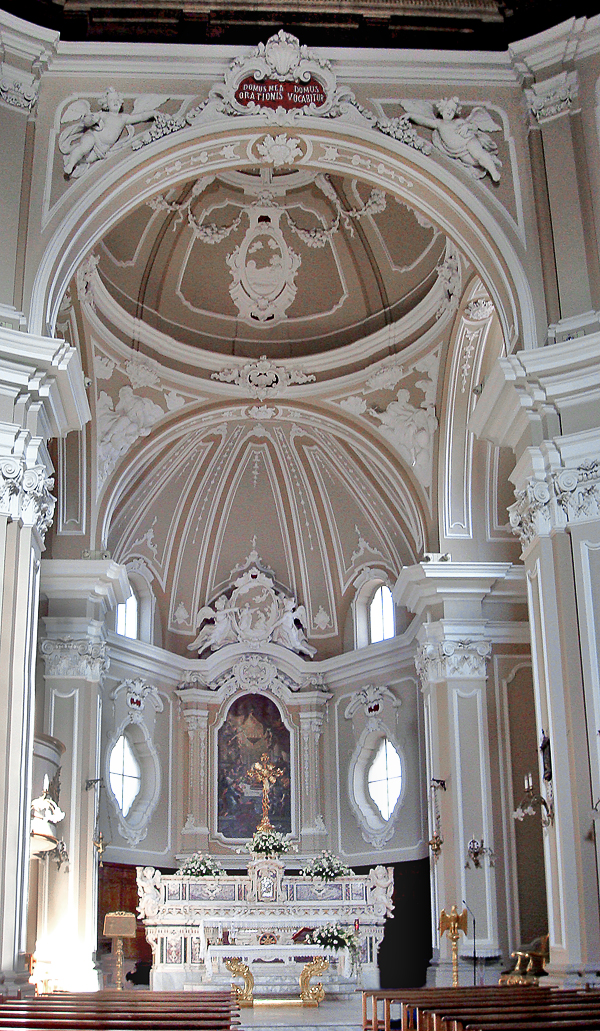
Particolare dell'interno di San Nicola a San Severo

L'attività di Piazza, architetto e plasticatore della Val d'Intelvi, è documentata dal 1765 al 1787 in Abruzzo, Molise e Puglia settentrionale. Nel 1765 eseguì, col fratello Giuseppe, la decorazione in stucco della chiesa di santa Chiara a Chieti, nel biennio 1769-1770 quella di San Cristoforo a Moscufo, nel 1770 quella di Santa Maria del Riparo (oggi San Rocco) a Guardiagrele, dal 1770 al 1772 quella di San Francesco ad Agnone.
Dal 1777 operò a San Severo, connotando alcune importanti architetture tardobarocche della città nel segno di una marcata apertura europea. Dal 1777 al 1780 progettò e diresse la ristrutturazione della chiesa arcipretale di san Nicola, ridisegnandone pianta e struttura (una falsa croce latina ottenuta arcuando gli angoli della navata, ricavando un cortissimo transetto sormontato da una cupola a scodella e aggiungendo l'abside) ed eseguendone anche la lussureggiante decorazione plastica, in cui spiccano le quattro statue colossali di Mosè, Geremia, Davide e Isaia poste in alto agli angoli della navata, in un elegante tripudio scenografico.
Tra il 1782 e il 1787, nella stessa città, fu direttore della fabbrica di San Lorenzo, annessa al monastero delle benedettine, considerata il massimo esempio pugliese di chiesa barocca a pianta centrale. Costretto a lavorare su un preesistente progetto dell'architetto napoletano Giuseppe Astarita (1738), Piazza - che nel 1783 ottenne anche l'incarico della decorazione in stucco, benché frenato neoclassicamente dalle aggiornate committenti - riuscì tuttavia a imporre il suo stile rimodulando profondamente il disegno astaritiano e conferendo alla struttura un deciso carattere nordico (accentuò l'andamento nervoso ed elastico delle pareti introducendo in pianta più segmenti curvi, aumentò il numero delle paraste, cambiò l'assetto delle cappelle laterali e il taglio dei finestroni, introdusse la vela centrale della volta e le verande aggettanti del presbiterio e del coro, ridisegnò le gelosie in legno dorato). Nel 1787 le «Signore Monache» di San Lorenzo gli affidarono la direzione di altri lavori, tutti su suoi progetti: si tratta dell'elegante e slanciato campanile con cupola maiolicata, di alcuni importanti ambienti del monastero e, soprattutto, della straordinaria facciata della chiesa, superba e raffinata creazione rococò realizzata in marmo di Apricena dal marmorario Pietro Palmieri, capolavoro in cui «si scopre una sintesi di altissima qualità tra le suggestioni provenienti da Napoli e l'esperienza dell'arte nordica, tra architettura e decorazione che si esprime attraverso la levità della pietra lavorata come duttile stucco».

## Galleria d'immagini

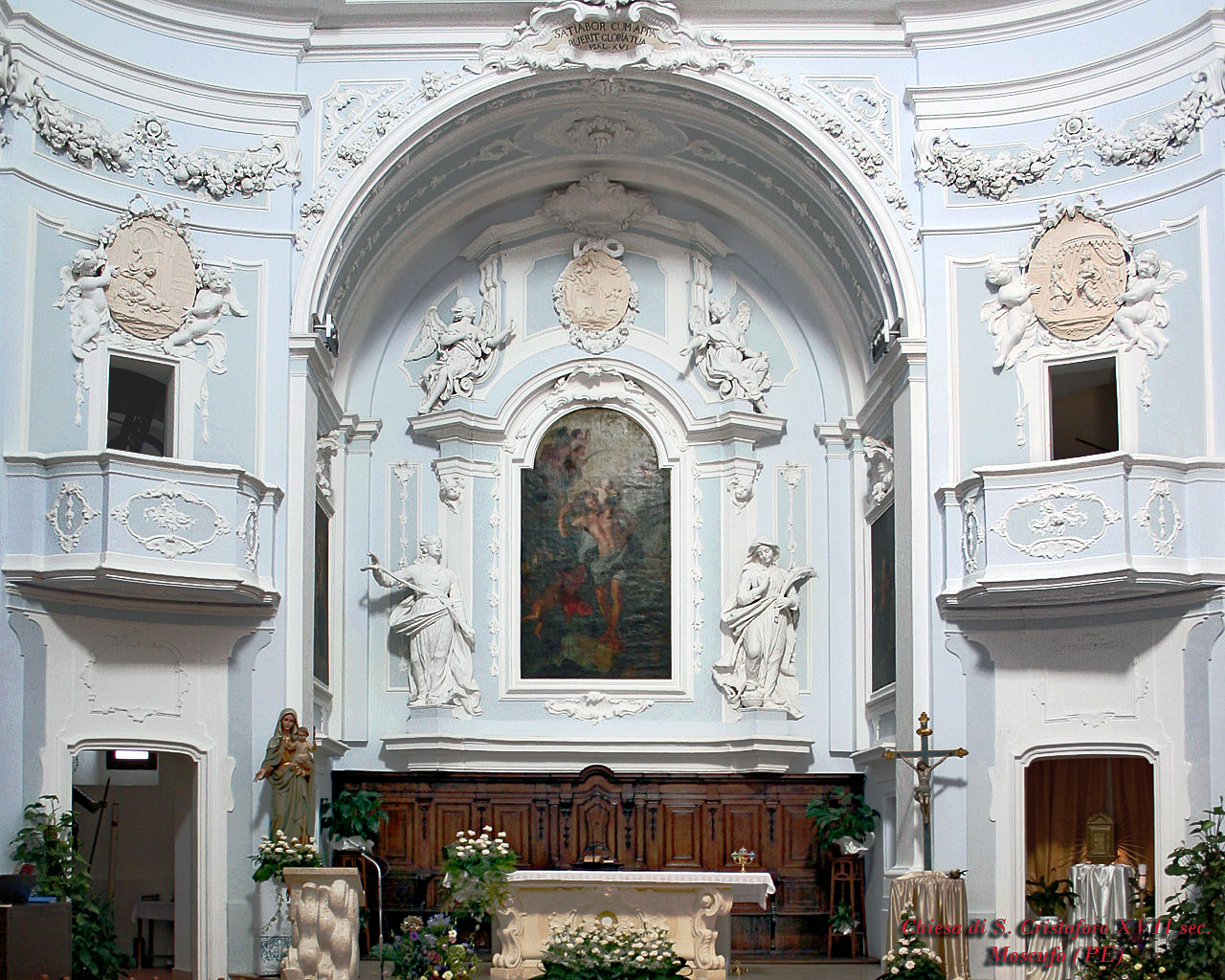
Particolare dell'interno di San Cristoforo a Moscufo
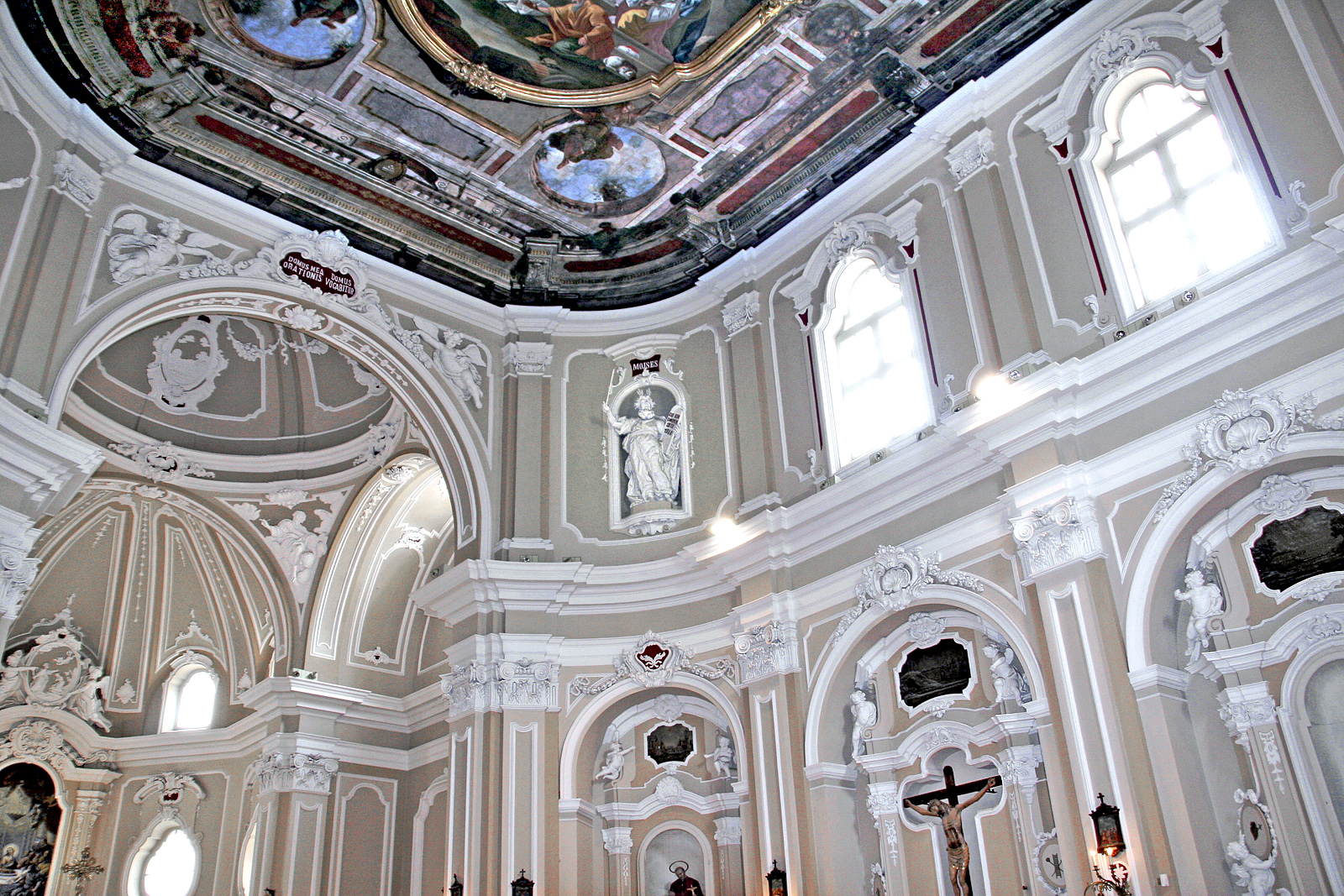
Scorcio dell'interno di San Nicola a San Severo
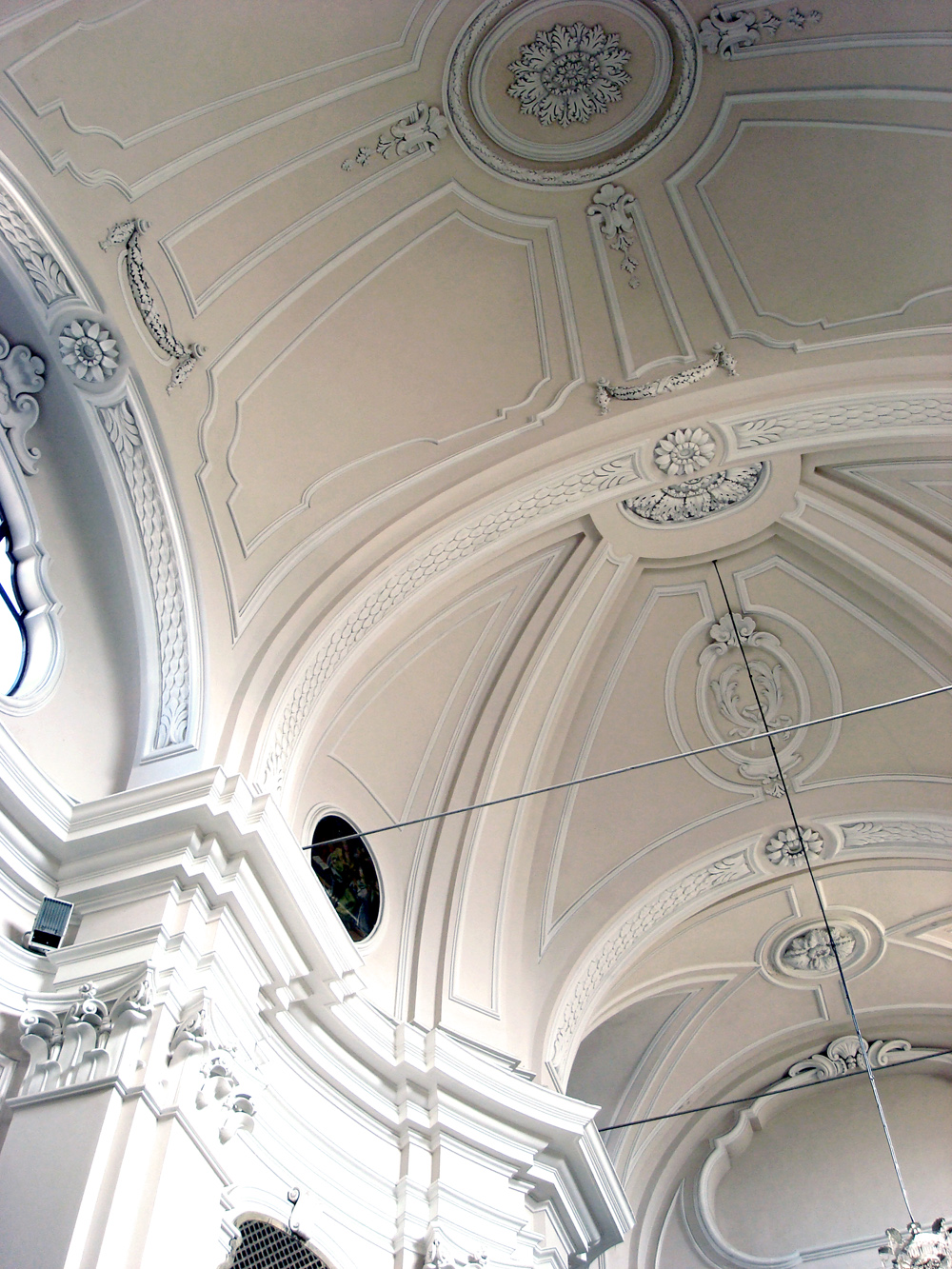
Scorcio della volta di San Lorenzo a San Severo
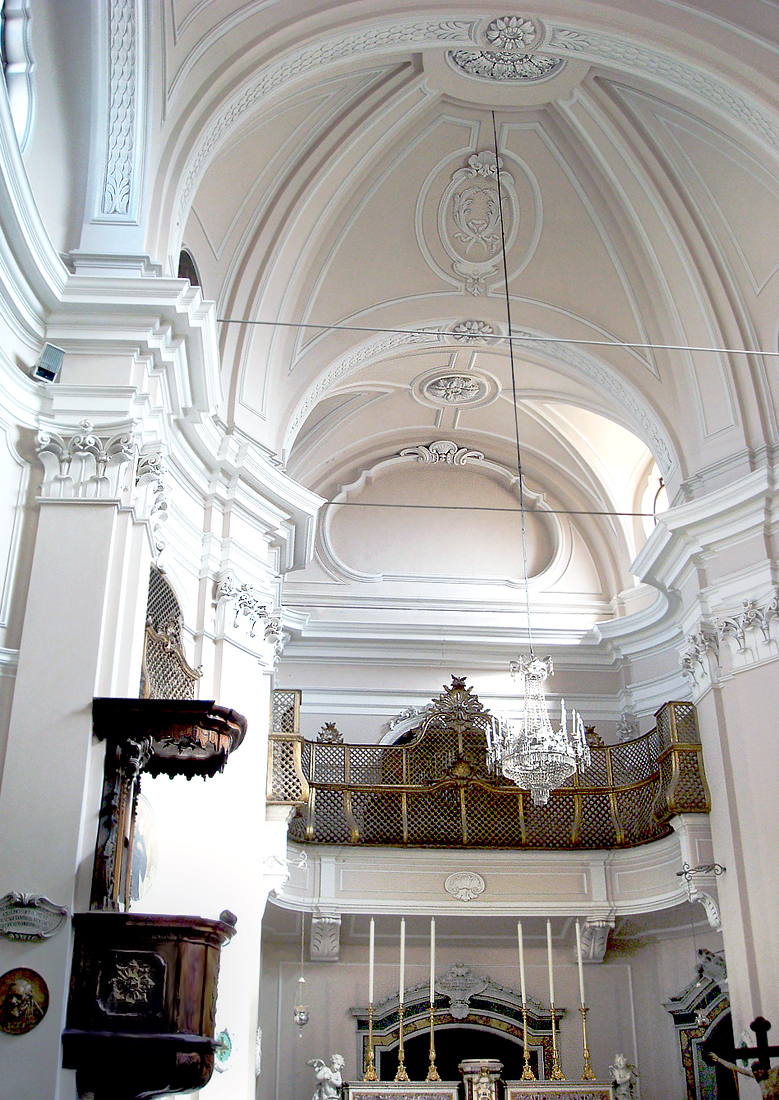
Interno di San Lorenzo a San Severo
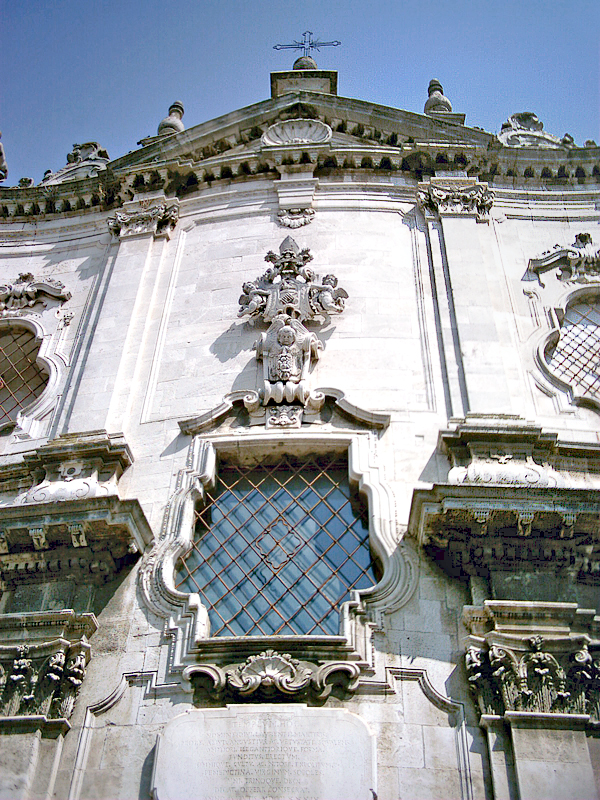
Scorcio della facciata di San Lorenzo a San Severo
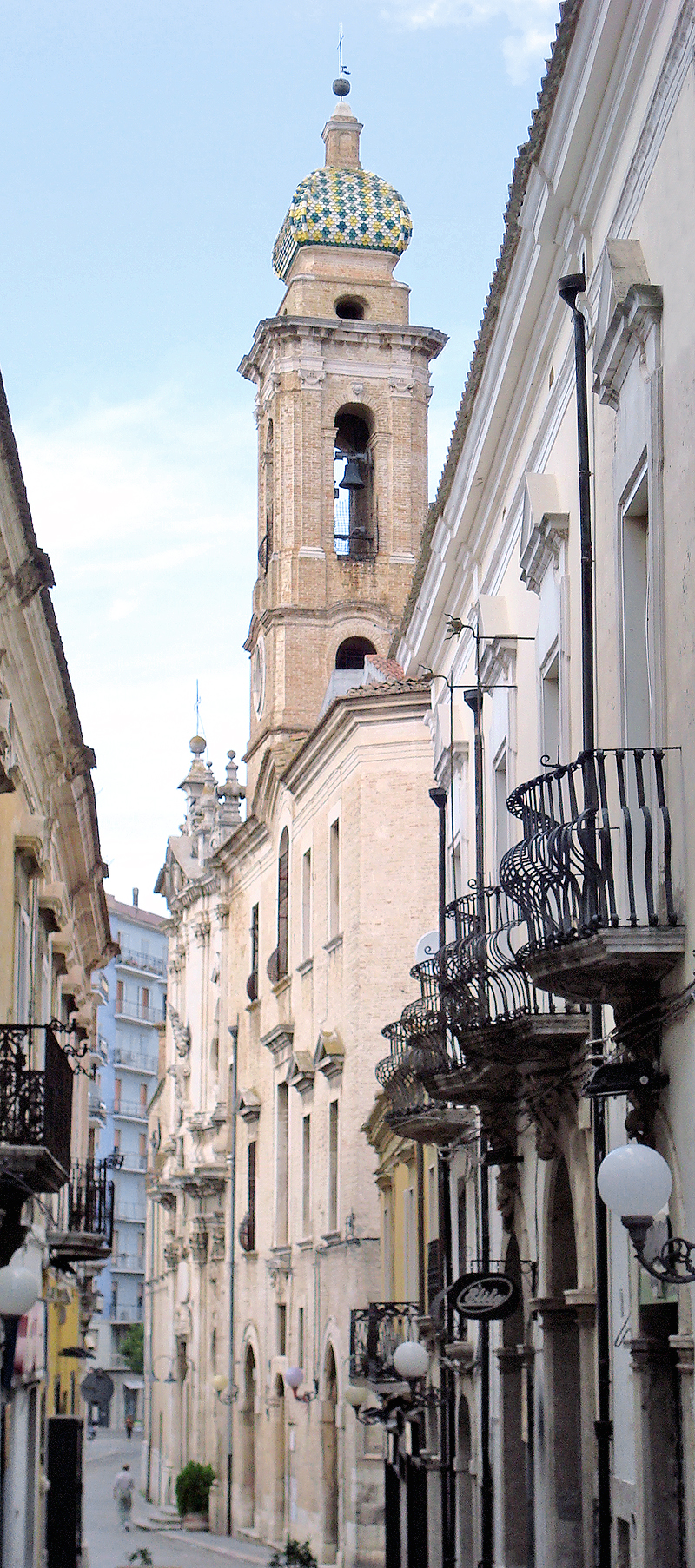
La facciata e il campanile di San Lorenzo a San Severo